# Celá funkce
Celá funkce v oboru komplexní analýzy je taková funkce, která je holomorfní na celé komplexní rovině. Příkladem takových funkcí jsou všechny mnohočleny, exponenciální funkce, a vše, co z těchto funkcí lze dostat jejich skládáním, sčítáním a násobením.

## Vlastnosti
Každou celou funkci je možné zapsat jako mocninnou řadu.
Platí, že každá celá funkce splňující pro nějaké kladné konstanty M a R a přirozené číslo n nerovnost {\displaystyle |f(z)|\leq M|z|^{n}} pro všechna z, {\displaystyle |z|\geq R}, je mnohočlen stupně nejvýše n.
Zvláštním případem tohoto pro n = 0 je Liouvillova věta: každá omezená celá funkce je funkcí konstantní. Z tohoto tvrzení lze snadno dokázat základní větu algebry.